# Hippomenella mucronelliformis
Hippomenella mucronelliformis är en mossdjursart som först beskrevs av Campbell Easter Waters 1899.  Hippomenella mucronelliformis ingår i släktet Hippomenella och familjen Escharinidae. Inga underarter finns listade i Catalogue of Life.